# George Anne Bellamy
George Anne Bellamy, nata O'Hara (23 aprile 1731 – Edimburgo, 16 febbraio 1788) è stata un'attrice irlandese.

## Biografia
Nacque nella contea di Fingal nel 1731, figlia di James O'Hara, II barone Tyrawley e di un'attrice. Fu notata per caso dall'impresario teatrale John Rich, che la sentì declamare un passaggio dell'Otello mentre giocava con le figlie.
Il 22 novembre 1744 fece il suo debutto sulle scene al Covent Garden Theatre, interpretando Monimia in The Orphan di Thomas Otway. Dopo essere ritornata in Irlanda per qualche anno per recitare sotto l'egida di Richard Brinsley Sheridan, nel 1748 ritornò a Londra e trascorse i dodici anni seguenti recitando con grande successo al Covent Garden e al Theatre Royal Drury Lane. Ottenne particolare successo per la sua interpretazione come Giulietta nel Romeo e Giulietta, in cui recitò al Covent Garden accanto a David Garrick; la sua interpretazione ottenne il plauso della critica, che la preferì alla più affermata Susannah Maria Arne.
Il suo stile di vita scandaloso finì per avere un impatto negativo sulla sua carriera e diede l'addio alle scene al Drury Lane il 24 maggio 1785. Nello stesso anno pubblicò un'autobiografia in sei volumi, An Apology for the Life of George Anne Bellamy, forse scritta da Alexander Bicknell. 
Morì in povertà a Edimburgo nel 1788.